# Higijena ruku
Higijena ruku jedna je od najvažnijih i najuspešnijih mera prevencije u prenošenju zagađenim rukama brojnih infekcija poput: upale pluća, meningitisa, žutice, crevnih bolesti, dečje paralize, respiratornih infekcija, gripe, šarlaha, gnojne angine, difterije, kao i infekcija uha, oka, usta i kože. Od posebnog je značaja u kontroli bolničkih infekcija jer korektna procedura pranja ruku sprečava širenje jatrogenih bolesti.

## Istorija
Koža čoveka ima svoju stalnu saprofitnu floru i smatra se da oko 1.000 klica živi na 1 cm² kože. Prema tome, na koži se nalazi veliki broj mikroorganizama koji mogu biti uzročnici infekcije. Oni imaju veliku ulogu u zaštiti od od patogenih mikroorganizama, koji izazivaju zarazne bolesti. 
Ali takođe, čovek svakodnevno dolazimo u kontakt i sa patogenim mikroorganizmima koji kad prodru u naš organizam mogu dovesti do pojave bolesti. Ruke se kontaminiraju mnoštvom mikroorganizama iz okoline. Na primer zlatni stafilokok (Staphylococcus aureus) živi na koži i u nosu oko 30% ljudi, kao bezazlena bakterija. To stanje nazivamo kolonizacijom. Međutim, sojevi MRSA (meticilin rezistentni Staphylococcus aureus) vodeći su uzročnici bolničkih infekcija, uključujući upalu pluća, komplikovane infekcije kože i mekih tkiva.
Mikroorganizmi se nalaze na svim predmetima i bićima sa kojima možemo biti u kontaktu. Na koži ruku se neki mikroorganizme povremeno nakupljaju, nisu stalno prisutni i nazivamo ih prolazna mikroflora.
Potencijalni uzročnici bolesti mogu se putem kontaminiranih ruku uneti u organizam kroz usta, nos, sluzokožu oka, oštećene kože (ulazna vrata mogu biti i najmanje ogrebotine). Takođe, prljavim rukama se može kontaminirati i hrana i na taj način se njenim unosom organizam zaraziti patogenim mikroorganizmima (alimentarne toksiinfekcije).

## Epidemiologija
Najnovije istraživanje u SAD pokazalo su da 97 odsto ljudi pere ruke pogrešno. Naime američko ministarstvo poljoprivrede, koje je sprovelo istraživanje, utvrdilo je da ljudi ne ispunjavaju potrebne uslove za pravilno pranje ruku, koje je predložio Centar za kontrolu i prevenciju bolesti u SAD. 
Studija sprovedena sa 363 osobe u šest odvojenih prostorija otkrila je:
- da najmanje 20 sekundi nije pralo ruke sapunom oko 50% ispitanika,
- da veliki broj učesnika nije ni obrisao ruke, a mnogi ih nisu dovoljno isušili,
- da je na broj bakterija nekon pranja ruku uticao i način sušenja ruku (vidi tabelu),

| Uticaj metoda sušenja ruku na broj bakterija | Uticaj metoda sušenja ruku na broj bakterija |
| Metoda sušenja ruku                          | Uticaj na broj bakterija                     |
| -------------------------------------------- | -------------------------------------------- |
| Papirni peškiri i rolne                      | Smanjenje od 24%                             |
| Sušač sa toplim vazduhom                     | Povećanje od 12%                             |

- da su osobe koje nisu pravilno oprali ruke u 50 odsto slučajeva proširile bakterije na slanik ili mlin za biber tokom simuliranog pripremanja hamburgera.
- da su se loše oprane i isušene ruke pokazale kao veoma efikasan način za širenje bakterija na predmete, pa su se tako u 11 odsto slučajeva bakterije nađene na drškama od frižidera, šporeta i drugim kuhinjskim predmetima.[1]

## Značaj higijene ruku u medicini
Ako se uzme u obzir činjenica da su do pre nešto više od sto godina hirurzi vršili operacije, ne samo bez anestezije, već i sa minimalnim pripremama, pranjem i čišćenjem instrumenata i ruku, onda sa u svetlosti sadašnjih saznanja, svima postaje jasno zašto su bolesnici teška srca pristajali na operativne zahvate, niti su i sami lekari te zahvate preporučivali. 
Luj Paster i u manjoj meri Koh i Bergman otkrili su da su mikroorganizmi prouzrokovači infekcije. Polazeći od ovog saznanja Jozef Lister je njihovu pojavu i širenje u rani doveo u vezu sa visokim postoperativnim mortalitetom posle amputacije udova. Nakon što je započeo tretiranje amputacijom nastalih operativnih rana karbolnom kiselinom (fenolom), pranje ruku u 5% karbolnoj kiselini, i prskanje operativnog polja istom, Lister je postigao neverovatno veliko snižavanja incidence sepse.
To je samo bio uvod u revolucionarna otkrića u modernoj antisepsi, i početak primene sterilizacije instrumenata, hirurškog pranja ruku, upotrebe hirurških rukavica i pripreme pacijenata i hirurga i pratećeg tima za hirurške procedure. Tako su zahvaljujući ovim otkrićima u drugoj polovini 19. veka stvoreni uslovi za uvođenje antiseptičkog i aseptičkog rada u hirurgiji.

## Kada treba prati ruke?
Ruke treba uvek prati kad su vidno zaprljane, ali ih je neophodno (obavezno) oprati u sledećim slučajevima:
| Pre sledećih aktivnosti | Posle sledećih aktivnosti |
| --- | --- |
| - Jela (obroka) / pripreme hrane - Dojenja i/ili hranjenja deteta - Aktivnosti koje se obavljaju sa detetom, posebno novorođenčetom - Dodirivanja usta, nosa, ili očiju, - Kontakta sa bolesnom osobom - Pre svake operativne dijagnostičke i terapeutske procedure - Pre svih proizvodnih i drugih aktivnosti vezanih sa manipulaciju hranom. | - Jela ili pripreme hrane, - Upotrebe toaleta - Menjanja pelena, - Brisanja nosa, kašljanja, kijanja - Dodirivanja predmeta kontaminiranih telesnim izlučevinama ili krvlju - Kontakta s bolesnom osobom - Kontakta sa životinjom - Nekih aktivnosti kao što su iznošenje smeća, čišćenje i sl. - Povratka u kuću nakon šetnje, igranja, kupovine i sl. - Nakon svih radnih aktivnosti, posebno onih vezanih za dezinfekciju, dezinsekciju i deratizaciju - Nakon kontakta sa radioaktivnim materijalom - Nakon bavljenja sportom |

## Tehnika pranja ruku
- Skinuti nakit i sat s ruku, jer se ispod nakita skuplja veći broj mikroorganizama.
- Izbjegavajući neprirodne položaje tela, pre početka pranja ruku treba stati ispred umivaonika tako da je dostupna slavina i tekući sapun (koji se u zatvorenom sistemu ne kontaminira).
- Pustiti toplu vodu od dlanova prema prstima ruke. Pri tome koristiti toplu vodu koja lakše otapa prljavštinu otapanjem masnoće, i mlaz vode koji treba da vrši ispiranje od čistije strane prema nečistoj.
- Za pranje ruku koristiti neutralni sapun. jer normalni aciditet kože sprečava rast mikroorganizama.
- Prati ruke pokretima rotacije, svaki prst posebno, između prstiju, predeo dlana i nadlaktice, svake ruke jednako dugo (od 30 sek.do 3 min. ) kako bi se redukovao veći broj mikroorganizama prisutan na tim mjestima. Pri tome treba imati u vidu da je važnije mehaničko pranje nego vrsta sapuna.
- Zavisno od prljavštine ispirati sapunicu u smeru od dlanova prema prstima. Nečistoća će se isprati od čistijeg dela ruke prema nečistijem.
- Nakon pranja ruke osušiti papirnatim ubrusom ili sušenjem ruku koje je važno, ako se ne sme zagaditi brisanjem prljavim peškirom (peškir je prljav odmah nakon brisanja ruku). Kod sušenja ruku suvim vazduhom položaj fena ne sme biti visoko jer podignute ruke omogućuju strujanje vazduha od dela ruku koji je bio nečist.

## Dezinfekcija ruku
Nakon pranja ruku, poželjno je, a u nekim situacijama i neophodno da se obavi i dezinfekcija ruku. Za tu svrhu Svetska zdravstvena organizacija danas preporučuje sredstva na bazi etil alkohola ili izopropanola. Ova sredstva za dezinfekciju ruku koja mogu biti tečna dezinfekciona sredstva, razni gelovi, maramice i slično,  koriste se da i pored pranja ruku još više smanjijee broj prolazne patogene mikroflore na minimum. 
Trajanje dezinfekcije ruku zavisi od sredstva koje se koristi i na svakom sredstvu za dezinfekciju ruku se nalazi uputstvo kojim se precizira vreme trajanja dezinfekcije. Dezinfekciona sredstva treba birati pažljivo, vodeći pri tom računa o njihovim aktivnim sastojcima i fizičko-hemijskim karakteristikama.

## Spoljašnje veze
- Higijena ruke - važna preventivna mera infekcije — stetoskop.info

|  | Molimo Vas, obratite pažnju na važno upozorenje u vezi sa temama iz oblasti medicine (zdravlja). |